# Moslavina

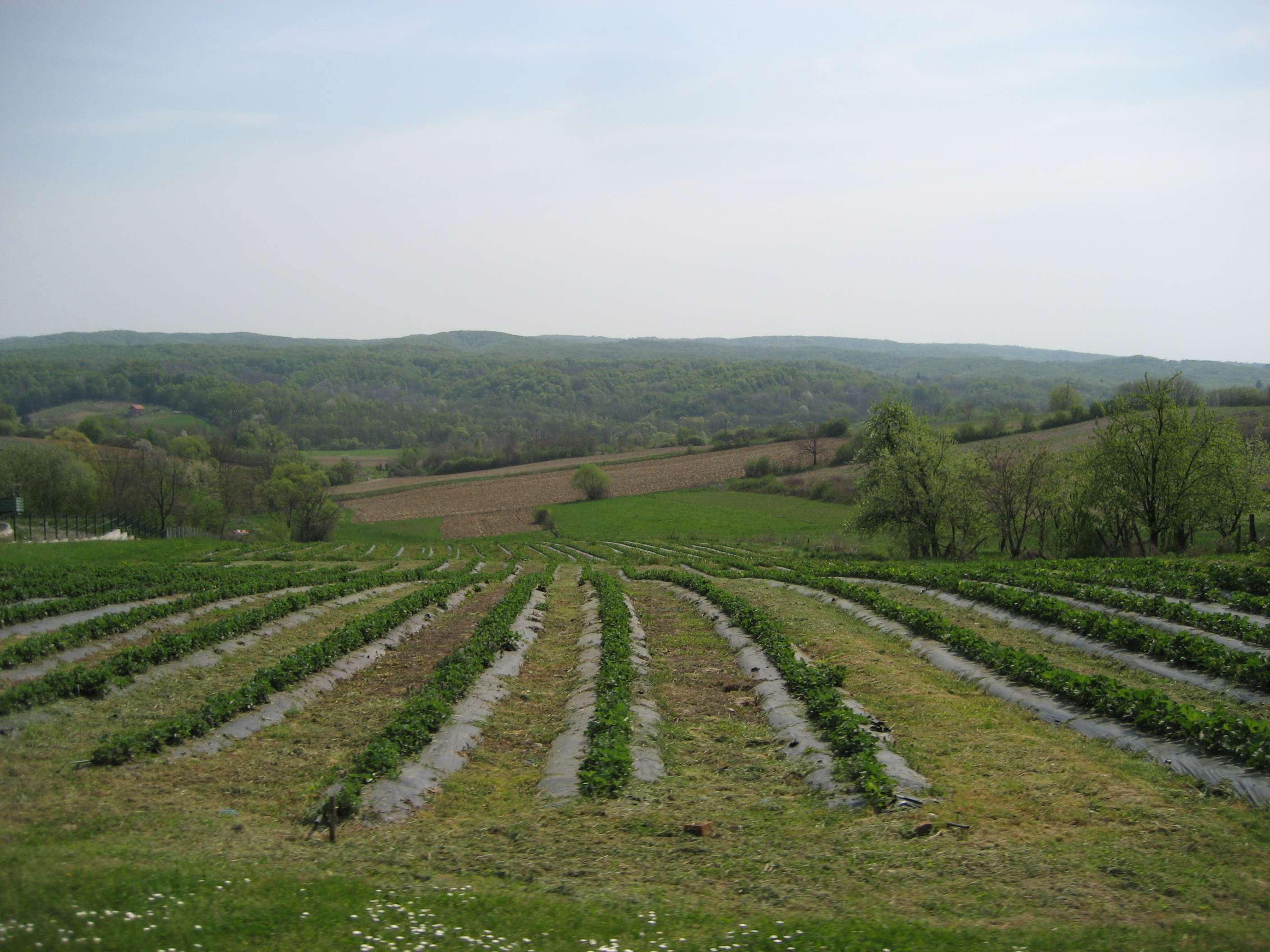
Moslavinaberget

Moslavina är en region i centrala Kroatien som är administrativt uppdelad mellan Zagrebs län, Sisak-Moslavinas län och Bjelovar-Bilogoras län. Den största orten är Kutina. Övriga betydande orter är Ivanić-Grad, Čazma, Garešnica och Popovača.